# Dawkinsia exclamatio
Dawkinsia exclamatio és una espècie de peix d'aigua dolça de la família dels ciprínids i de l'ordre dels cipriniformes. Poden assolir els 8,3 cm de longitud total. Es troba a Kerala (Índia).